# ریچارد پوتس

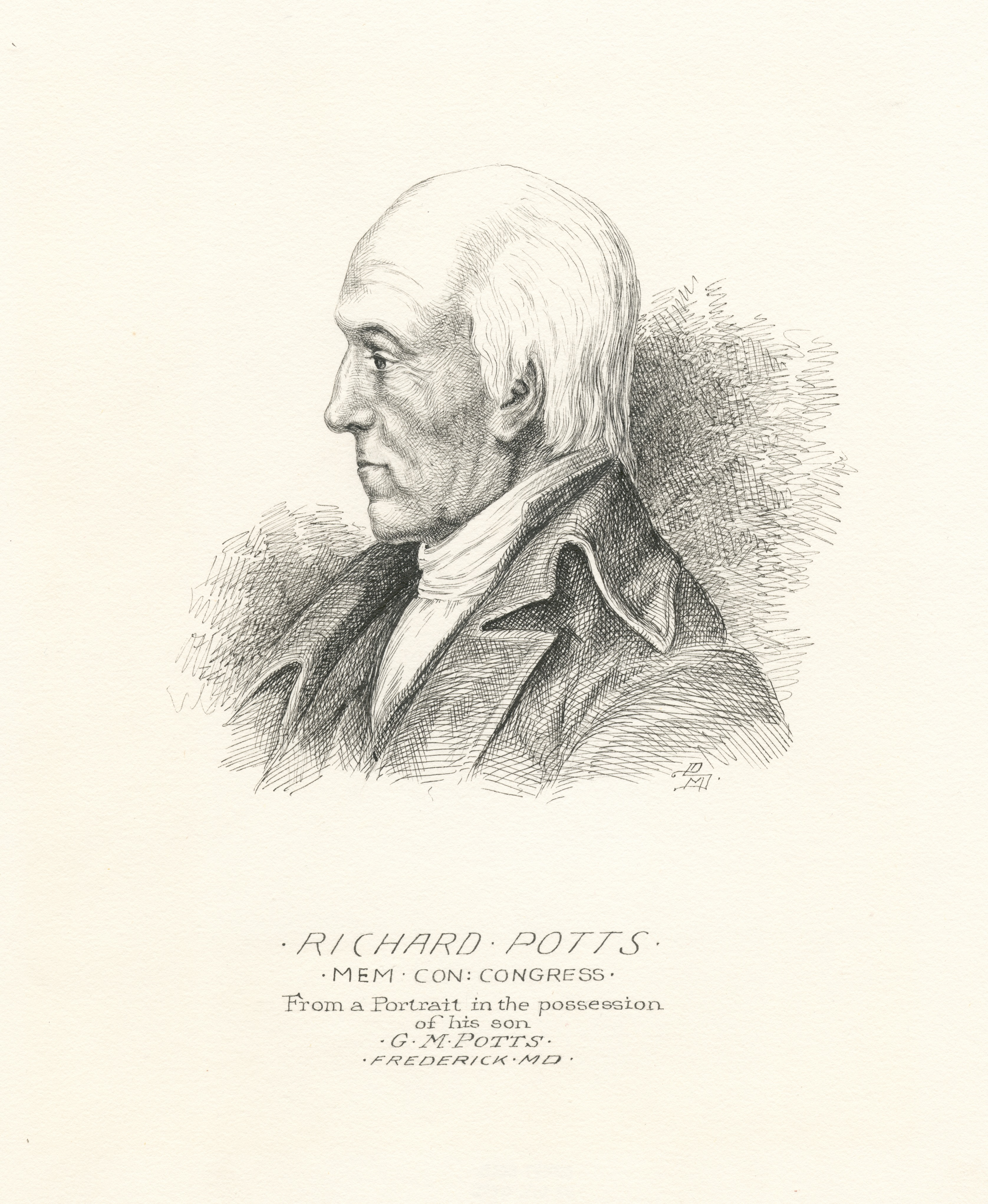
نگاره ای از ریچارد پوتس

ریچارد پوتس (به انگلیسی: Richard Potts) سناتور سابق عضو حزب فدرالیست (آمریکا) بود. وی در سال ۱۷۹۳ تا ۱۷۹۶ میلادی سناتور ایالت مریلند در سنای ایالات متحده آمریکا بود.